# フレデリック郡 (メリーランド州)
フレデリック郡（英: Frederick County）は、アメリカ合衆国メリーランド州の郡である。ペンシルベニア州南部とバージニア州北東部の州境に接している。人口は27万1717人（2020年）。郡庁所在地はフレデリックであり、同郡で人口最大の都市である。フレデリック郡からフランシス・スコット・キー、トマス・ジョンソン、ロジャー・B・トーニー、バーバラ・フリッチーなど多くの著名人を輩出してきた。
フレデリック郡はワシントン・ボルチモア・北バージニア広域都市圏に属しているが、メリーランド州西部地域にあると見なされることがある。郡内には大統領の山荘キャンプ・デービッドのあるカトクティン山公園があり、またアメリカ陸軍のフォート・デトリックもある。郡およびフレデリック市の名前は、第6代ボルティモア男爵フレデリック・カルバートにちなむと考えられている。

## 歴史
フレデリック郡は1748年にプリンスジョージズ郡とボルチモア郡の一部を合わせて設立された。
1776年、フレデリック郡の領域が3つに分けられた。最西部がジョージ・ワシントンに因むワシントン郡となり、最南部はやはり独立戦争の将軍リチャード・モントゴメリーに因むモンゴメリー郡となった。北部が郡内に留まった。
1837年、郡の東側の一部とボルチモア郡の一部を合わせてキャロル郡が作られた。
郡内には多くのアメリカ合衆国国家歴史登録財がある。

## 郡政府
フレデリック郡は選挙で選ばれる5人の委員で構成される郡政委員会が統治しており、委員会はメリーランド州の伝統的な郡政府形態であ
フレデリック郡は州内でも昔から共和党が強い郡だったが、新興開発地域では情勢が変化してきている。1964年アメリカ合衆国大統領選挙で民主党のリンドン・B・ジョンソンを支持してから以降は、一貫して共和党候補を支持してきた。2004年の場合はジョージ・W・ブッシュがジョン・ケリーを59%対39%で破った。2008年には接戦となり、共和党のジョン・マケインは民主党のバラク・オバマを1,157票差、49.62%対48.58%で破った。それでも2010年にあった州知事選挙とアメリカ合衆国上院議員選挙では共和党が持ち直し、州知事選挙では共和党候補が55%、民主党候補が45%という結果になった。上院議員選挙の場合は、共和党候補が51%、民主党の現職候補が46％となった。ただし、メリーランド州全体では民主党候補が61%対37%で圧勝した。フレデリック郡は保守的であるという評判だが、同性結婚の合法化を問うたメリーランド州住民投票では賛成が多数となった。
郡内の消防救急活動は常勤職とボランティア消防団の組み合わせで行っている。消防士は350人以上を雇用している。26ある消防団の団員は約800人である。先進ライフサポートを含む救急医療サービスは消防と一体である。常勤職もボランティアも消防と救急サービスを協力して行う。フレデリック市民空港にはメリーランド州警察のメデバックが駐屯している。州全体の呼び出しに対応するが、地元警察や消防救急活動への対応も行っている。
フレデリック郡の公式言語は英語である。

## 地理
フレデリック郡はピードモント台地とアパラチア山脈の境目に跨っている。カトクティン山とサウス山という2つの著名な山がブルーリッジ山脈の延長になっている。その間にミドルタウン・バレーがある。
アメリカ合衆国国勢調査局に拠れば、郡域全面積は667.34平方マイル (1,728.4 km2)であり、このうち陸地662.88平方マイル (1,716.9 km2)、水域は4.46平方マイル (11.6 km2)で水域率は0.67%である。メリーランド州では面積最大の郡である。
郡内の見どころとしては、クラスタード・スパイアーズ、フランシス・スコット・キーの記念碑、南北戦争医療の国立博物館、モノカシー国立戦場跡、サウス山戦場跡、シッファーシュタット建築博物館がある。

### 主要高規格道路
| - 州間高速道路70号線 - 州間高速道路270号線 - アメリカ国道15号線 - アメリカ国道40号線 - アメリカ国道40号線代替路 - アメリカ国道340号線 | - メリーランド州道17号線 - メリーランド州道26号線 - メリーランド州道27号線 - メリーランド州道28号線 - メリーランド州道31号線 - メリーランド州道75号線 - メリーランド州道76号線 | - メリーランド州道77号線 - メリーランド州道79号線 - メリーランド州道80号線 - メリーランド州道85号線 - メリーランド州道180号線 - メリーランド州道194号線 - メリーランド州道351号線 | - メリーランド州道355号線 - メリーランド州道550号線 |

### 隣接する郡
- アダムズ郡 (ペンシルベニア州) - 北
- キャロル郡 - 東
- ハワード郡 - 南東
- フランクリン郡 (ペンシルベニア州) - 北西
- モンゴメリー郡 - 南
- ワシントン郡 - 西
- ラウドン郡 (バージニア州) - 南西

### 国立保護地域
- カトクティン山公園
- チェサピーク・アンド・オハイオ運河国立歴史公園（部分）
- モノカシー国立戦場跡

## 人口動態

### 2010年国勢調査
| 基礎データ - 人口: 233,385人 - 世帯数: 84,800世帯 - 家族数: 61,198家族 - 人口密度: 114人/km2（295人/mi2） - 住居数: 90,136軒 - 住居密度: 43軒/km2（110軒/mi2） | 人種別人口構成 - 白人: 81.5% - アフリカン・アメリカン: 8.6% - ネイティブ・アメリカン: 0.3% - アジア人: 3.8% - 太平洋諸島系: 0.0% - その他の人種: 3.0% - 混血: 2.8% - ヒスパニック・ラテン系: 7.3% 先祖による構成 - ドイツ系：24.7% - アメリカ人：12.9% - アイルランド系：12.3% - イギリス系：10.1% |

### 2000年国勢調査
| 年齢別人口構成 - 18歳未満: 25.3% - 18-24歳: 8.4% - 25-44歳: 26.7% - 45-64歳: 28.6% - 65歳以上: 11.1% - 年齢の中央値: 39歳 - 性比（女性100人あたり男性の人口） - 総人口: 96.9 - 18歳以上: 94.0 | 世帯と家族（対世帯数） - 18歳未満の子供がいる: 37.6% - 結婚・同居している夫婦: 57.8% - 未婚・離婚・死別女性が世帯主: 10.0% - 非家族世帯: 27.8% - 単身世帯: 22.0% - 65歳以上の老人1人暮らし: 7.8% - 平均構成人数 - 世帯: 2.70人 - 家族: 3.17人 収入と家計 - 収入の中央値 - 世帯: 82,668米ドル - 家族: 97,591米ドル - 性別 - 男性: 65,829米ドル - 女性: 48,507米ドル - 人口1人あたり収入: 36,343米ドル - 貧困線以下 - 対人口: 5.4% - 対家族数: 3.8% フレデリック郡は国内の裕福な郡リストで第43位だった。 |

## 経済
アメリカ陸軍のフォート・デトリックが郡内最大雇用主である。政府以外の大規模雇用主としては、フレデリック記念医療システム、ベクテル、SAIC、ウェルズ・ファーゴがある。郡の西部と北部はその経済要素として農業が強く、牛乳では州内最大の生産郡である。

## 都市と町

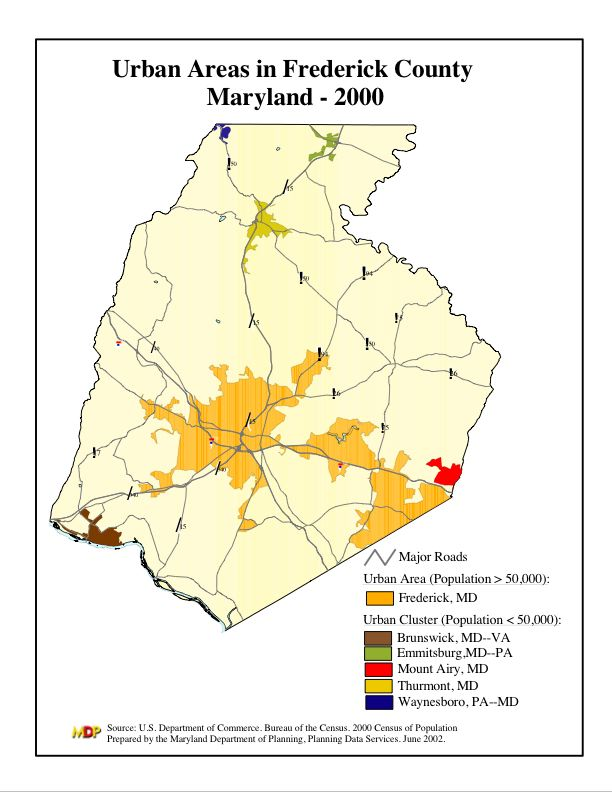
郡内の都市化の程度を示す図

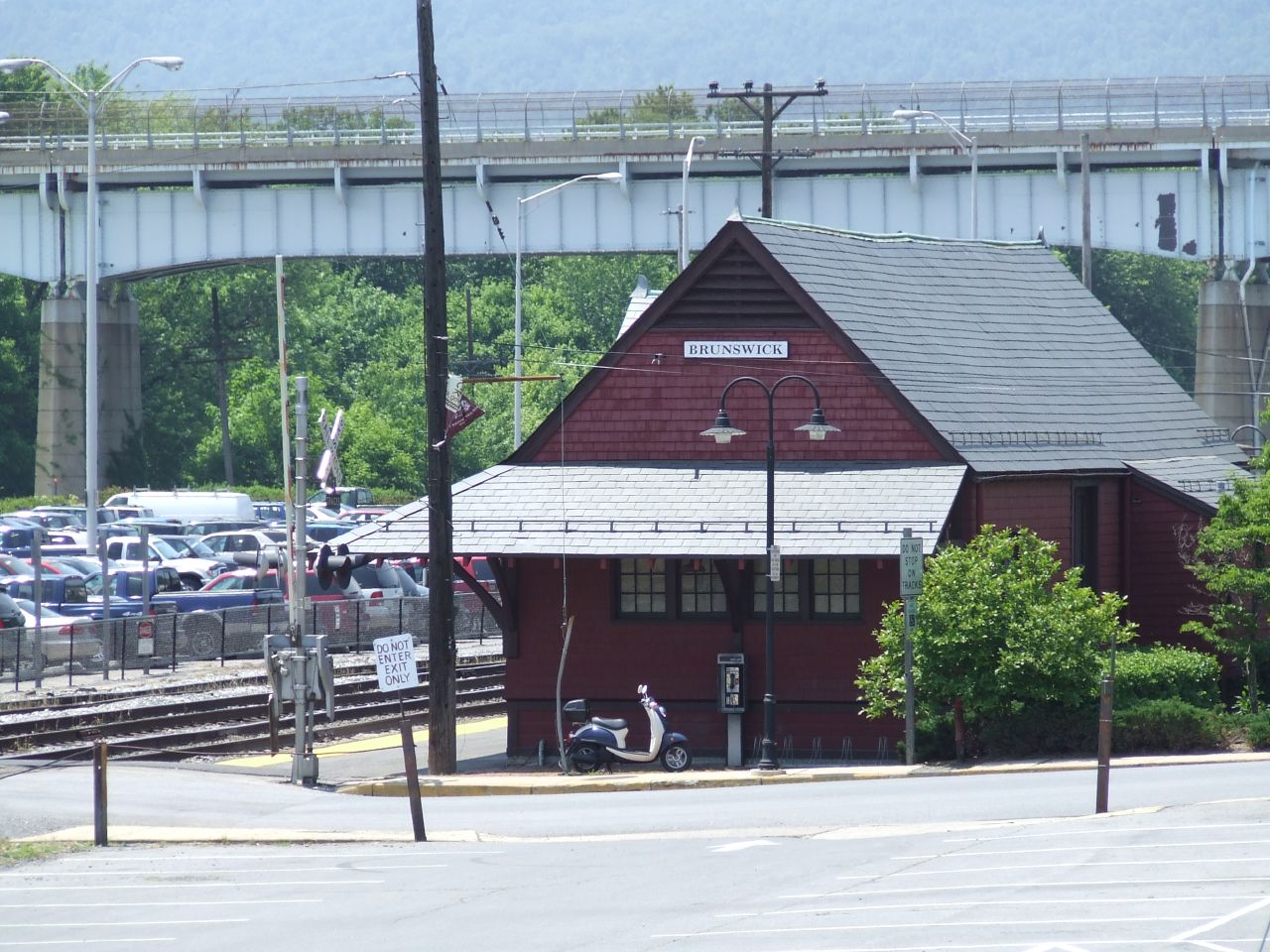
ブランズウィック

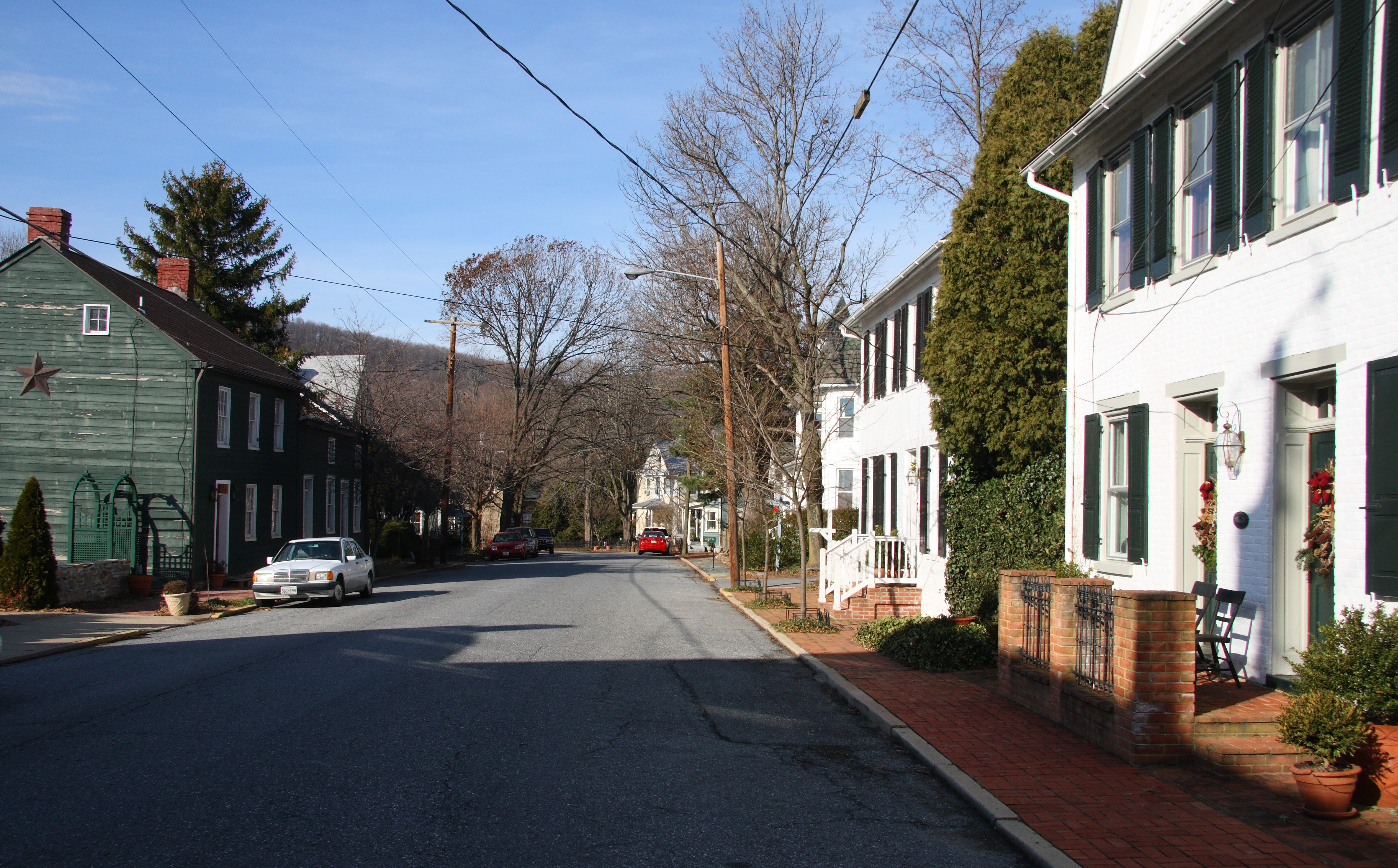
バーキッツビル

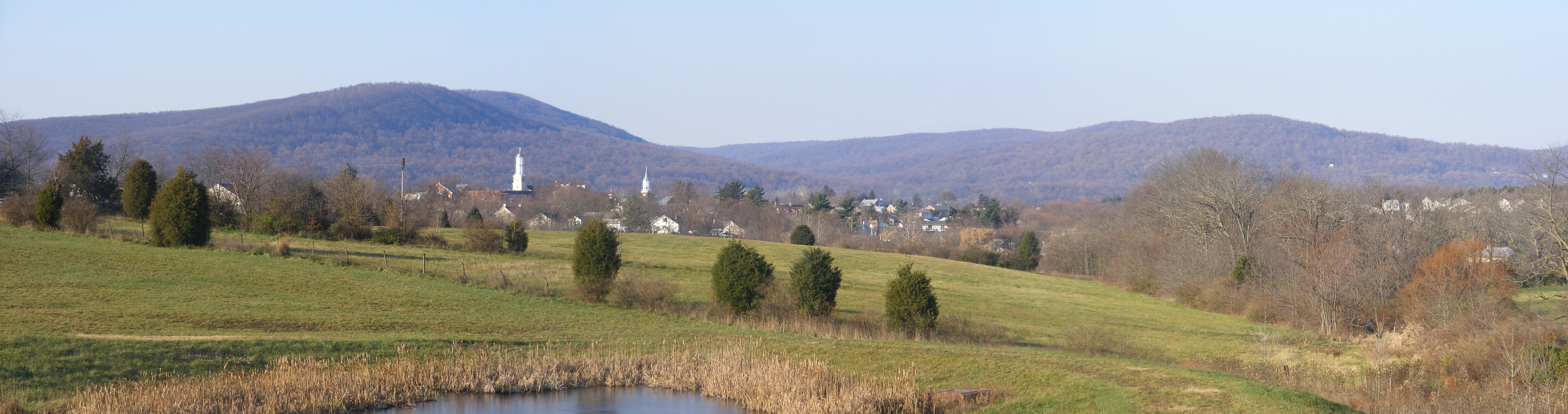
エミッツバーグ

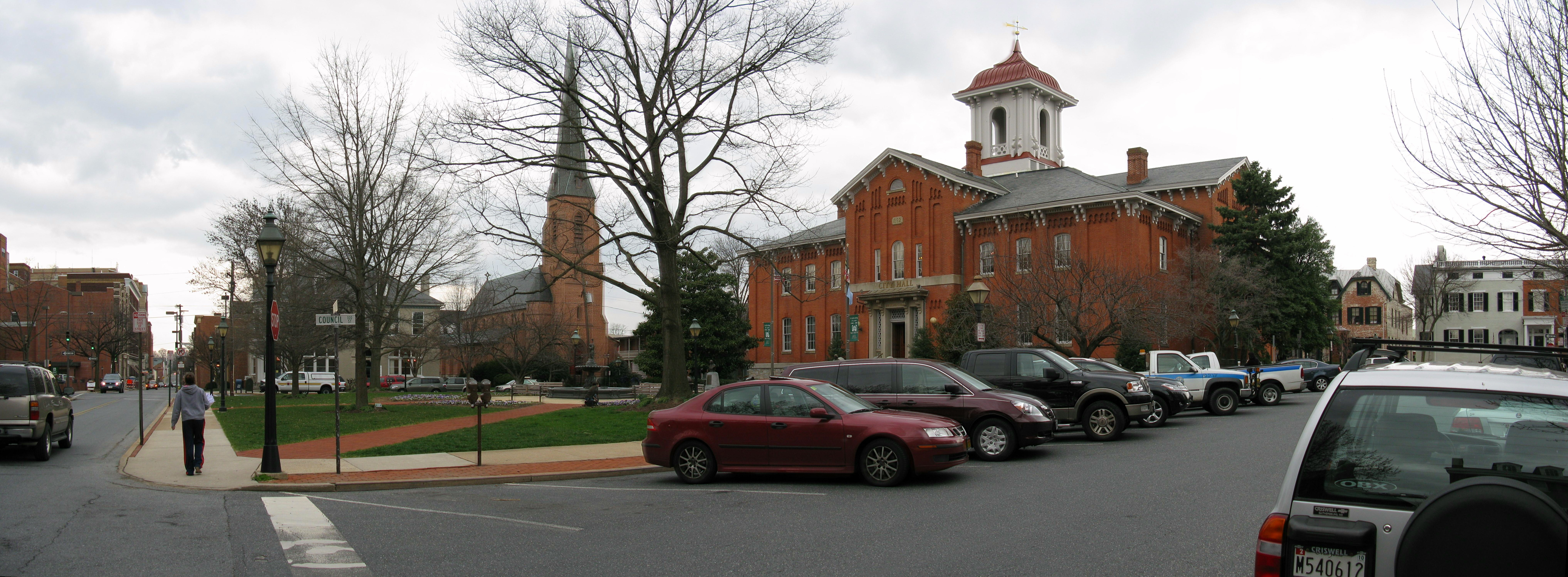
フレデリック、郡庁所在地かつ郡内人口最大都市

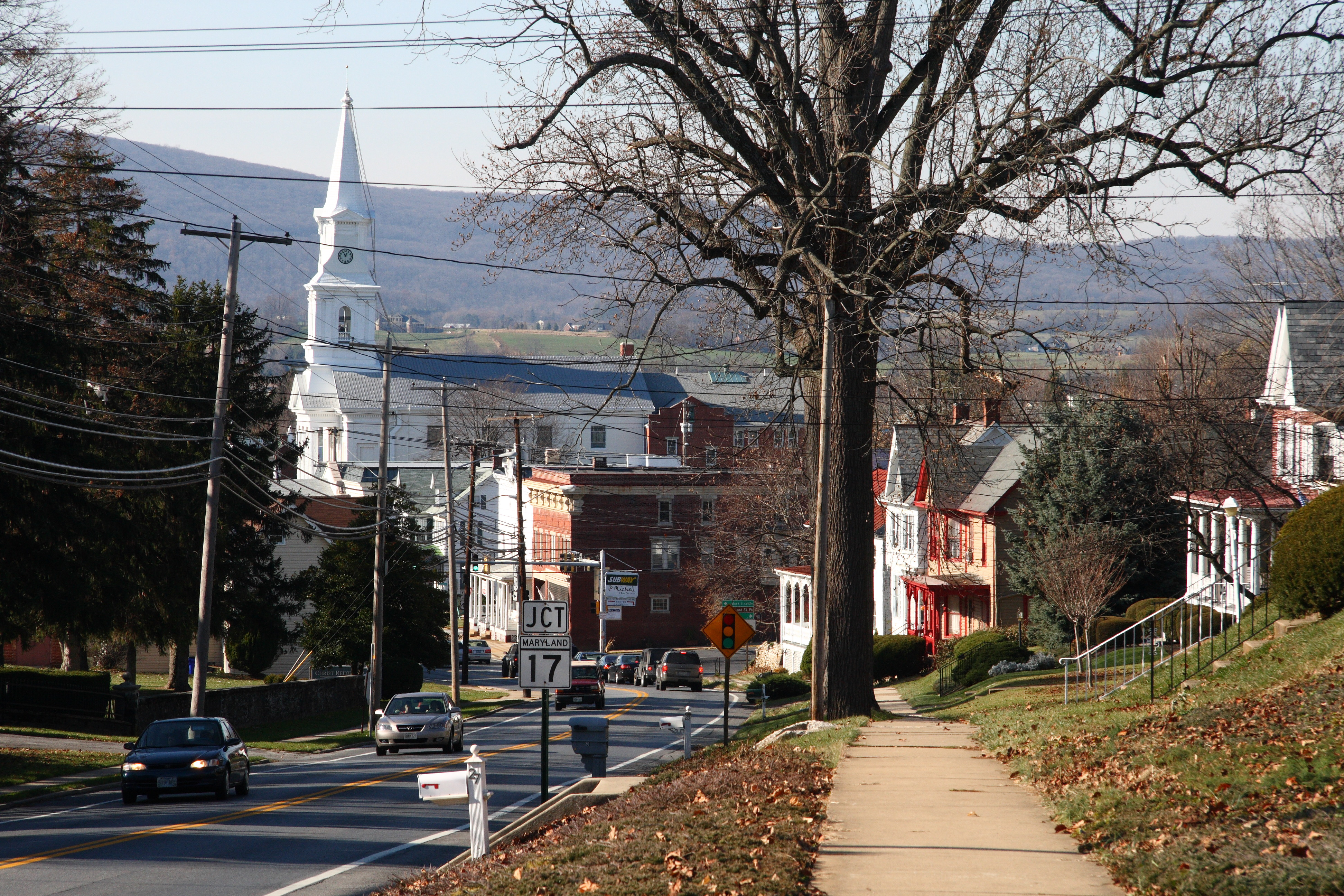
ミドルタウン

郡内には12つの自治体がある。（　）内は法人化年である。

### 都市
- 1. ブランズウィック（1890年）
  2. フレデリック（1816年） - 郡庁所在地

### 町
- 1. バーキッツビル（1894年）
  2. エミッツバーグ（1824年）
  3. ミドルタウン（1833年）
  4. マウントエアリー（1894年）、一部はキャロル郡
  5. マイアーズビル（1904年）
  6. ニューマーケット（1878年）
  7. サーモント（1831年）
  8. ウォーカーズビル（1892年）
  9. ウッズボロ（1836年）

### 村
- 1. ローズモント（1953年）

### 未編入の町
未編入領域も「町」と考えられるが、政府は無い。アメリカ合衆国国勢調査局、アメリカ合衆国郵便公社、地元商工会議所など様々な組織がその町を定義している。法人化はされていないので、その境界が定義されていない。アメリカ合衆国国勢調査局は以下の国勢調査指定地域を登録している。
1. バレンジャークリーク
2. ブラドックハイツ
3. クローバーヒル
4. ディスカバリー・スプリングガーデン（ディスカバリーとスプリングガーデンを組み合わせている）
5. グリーンバレー
6. リンガノア・バートンズビル（リンガノアとバートンズビルを組み合わせている）
7. アーバナ

その他の未編入領域として次の町がある。
1. アダムズタウン
2. バッキーズタウン
3. グレイスハム
4. アイジャムズビル
5. ジェファーソン
6. ノックスビル
7. レイディーズバーグ
8. ルイスタウン
9. リバティタウン
10. レイクリンガノア
11. モンロビア
12. ニューミッドウェイ
13. ピーターズビル
14. ポイントオブロックス
15. ロッキーリッジ
16. サビラスビル
17. サニーサイド
18. タスカローラ
19. ユーティカ
20. ウルフスビル